# Mitoura mansfieldi
Mitoura mansfieldi är en fjärilsart som beskrevs av Tilden 1951. Mitoura mansfieldi ingår i släktet Mitoura och familjen juvelvingar. Inga underarter finns listade i Catalogue of Life.